# Tayoltita, Sinaloa
Tayoltita är en ort i Mexiko.   Den ligger i kommunen Elota och delstaten Sinaloa, i den centrala delen av landet, 900 km nordväst om huvudstaden Mexico City. Tayoltita ligger 37 meter över havet och antalet invånare är 840.
Terrängen runt Tayoltita är platt. Havet är nära Tayoltita åt sydväst. Runt Tayoltita är det mycket glesbefolkat, med 4 invånare per kvadratkilometer. Närmaste större samhälle är La Cruz, 7,2 km norr om Tayoltita. Omgivningarna runt Tayoltita är en mosaik av jordbruksmark och naturlig växtlighet.